# Ilam (Nepal)

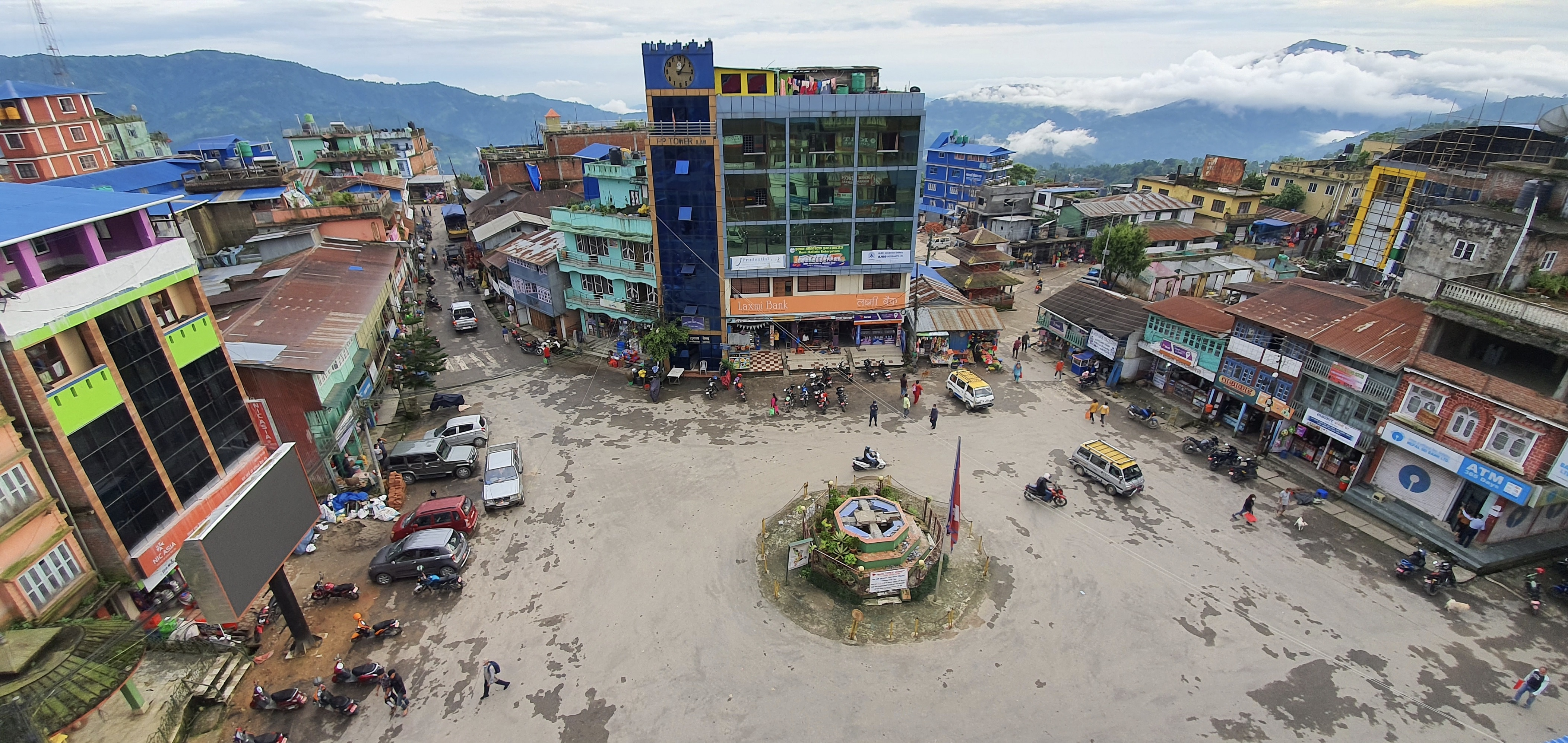
Ilam (2020)

Ilam (Nepali इलाम Ilām) ist eine Stadt (Munizipalität) in Ostnepal und Verwaltungssitz des gleichnamigen Distrikts in der Provinz Koshi.
Die auf ca. 1000 Metern Meereshöhe gelegene Stadt ist insbesondere für ihren Teeanbau bekannt; der dort angebaute Tee gilt als besonders hochwertig.
Der Fluss Kankai (auch Mai Khola) fließt östlich und später südlich an der Stadt Ilam vorbei.
Die Fernstraße Mechi Rajmarg verläuft durch Ilam.
Das Stadtgebiet umfasst 26,63 km².

## Einwohner
Im Jahr 2011 hatte Ilam 18.633 Einwohner (davon 8946 männlich) in 4732 Haushalten.